# На запах м'яса

«На запах м'яса» — роман української письменниці Люко Дашвар, виданий у 2013 році видавництвом Книжковий клуб «Клуб сімейного дозвілля».

## Анотація
Нова книжка Люко Дашвар носить назву «На запах м'яса». Перший наклад роману, який вийшов друком у видавництві «Клуб Сімейного Дозвілля», склав 20 тисяч примірників. Роман презентовано читачам 13 вересня на Форумі видавців у Львові.

## Сюжет
Людина —   хижак. Але, на відміну від тваринного світу, наше сучасне життя має своє «м'ясо». Шикарне житло, автомобіль, престижна робота, витончений коханець / коханка, слава, заздрісні погляди оточуючих... Жага до багатства, влади, примарного благополуччя, бажання мати більше, ніж тобі потрібно, — все це «м'ясо» нашого сьогодення. Потяг до нього йде із низу людської натури. 
Сюжет  роману «На запах м'яса» розгортається навколо дівчини Майї Гілки, яка хотіла втекти від гонитви за химерним, покинути щоденний «тваринний» світ та знайти забуття. Дівчина з провінції, тихого приморського містечка, в Києві вона чужа. І навіть кохання,— то є примара. Коли Майї стає дуже і дуже зле, жоден з її колег пальцем не рушить для допомоги. 
Покинутий поліський хутір, що загубився серед лісів, — наче, саме те, що треба. Це гарна можливість закінчити своє життя, чи, може, почати нове? Місцева красуня Тамара вважає її повією, що занадилася занепастити місцевих чоловіків, сама Майя почувається відьмою після випитих яєць із гнізда круків. Саме тут, серед щирих почуттів і давніх легенд, вона знову повірила в себе. Повірила, що можна жити не заради себе чи якоїсь примхи, а жити заради життя. Але чи надовго це? Навіть кохання майстра на всі руки Толі із нелегкою долею не зупиняє  "потяг до м'яса"; цей потяг неможливо заглушити, бо спрага до «красивого життя», неначе голод, висмоктує з тебе всі сили, спустошує, позбавляє спротиву і вмовляє повернутися до міста забрати те, що тобі належить. Зраджено минуле. Лишається позаду кохання. Навіть кров і смерть ні в чому не винної людини (так, потрапив під гарячу руку занадто збудженої сусідки),— то все минуче. Вперед, до нових звершень. Юне вовченя стає вовчицею. Переступати через голови  не так і складно.

## Цитати
- - Хіба життя - боротьба? Життя - радість. Ні з ким боротися не треба. Узагалі. Тільки із собою. Себе знайти, на тому й заспокоїти, не зрадити.
- Кохання - одне-єдине, та ти розумієш це тільки після того, як пізнаєш його... А до того блукаєш сліпий, кидаєшся на всіх інших... Кажеш їм - люблю, але жити... жити без них можеш!
- - Отож і біда, що інститут до освіти прирівняли. Освіта - від "світоч". Коли світло в душі оселяється. Коли живеш так, щоби осяяну душу не заплямувати. Вивчення математики, менеджерської справи чи юриспруденції до освіти ніякого стосунку не має. Так, ремесло.
- Справи й жертви без любові не мають ціни, бо їх роблять руки, розум, воля, та не серце. Від того в нас так мало радості й натхнення до життя
- Коли нема особистого, вимушена гратися в особистість.